# Tellina petitiana
Tellina petitiana is een tweekleppigensoort uit de familie van de Tellinidae. De wetenschappelijke naam van de soort is voor het eerst geldig gepubliceerd in 1846 door d'Orbigny.